# Möbiusova vrpca
Möbiusova vrpca (eng. Möbius band, njem. Möbiusband), Möbiusova petlja ili Möbiusova ploha jednostrana je površina (ploha) nastala zakretanjem jedne stranice pravokutne vrpce za 180 stupnjeva i njezinim prianjanjem sa suprotnom stranicom. Obilaskom po vrpci mijenja se smjer okomice u suprotan. Drugim riječima, to je jednostrana ploha s jednom neprekidnom orijentacijom. Otkrili su je njemački matematičari August Ferdinand Möbius i Johan Benedikt Listing 1858. godine, neovisno jedan o drugomu, no prozvana je po Möbiusu.
Möbiusova vrpca nije površina jedinstvene veličine i oblika. Naime, matematičari smatraju Möbiusovom vrpcom bilo koju površinu koja je homeomorfna s njom. Njezina granica je jednostavna zatvorena krivulja, odnosno homeomorfna je kružnici. To omogućava razne geometrijske inačice Möbiusove vrpce, gdje svaka ima određenu veličinu i oblik. 
Poluokret u smjeru kazaljke na satu daje drukčiju vrstu vrpce u odnosu na poluokret u suprotnome smjeru. To znači da je kao objekt u euklidskome prostoru Möbiusova vrpca kiralan objekt pozitivne ili negativne orijentacije. Postoji beskonačno mnogo topološki različitih utapanja istoga topološkog prostora u trodimenzijski prostor, što znači da se i Möbiusova vrpca može stvoriti na više načina, primjerice uvrtanjem vrpce neparan broj puta ili njenim vezivanjem u čvor i uvrtanjem (prije spajanja krajeva). 
Izvrnuti papirni model Möbiusove vrpce površina je Gaussove zakrivljenosti nula. Sustav diferencijalno-algebarskih jednadžbi koji opisuje modele ove vrste objavljen je 2007. godine zajedno s rješenjem.[nedostaje izvor]
Eulerova karakteristika Möbiusove vrpce jednaka je nuli.

## Svojstva
Möbiusova vrpca ima nekoliko zanimljivih svojstava. 
Kao primjer se često navodi mrav koji hoda duž nje. Nakon jednoga obilaska naći će se sa suprotne strane svoje početne točke, a nakon dva, u svojoj početnoj točki.
Rezanjem Möbiusove vrpce po sredini dobiva se jedna duža vrpca s dva puna obrta, a ne dvije odvojene vrpce kao što bi se očekivalo. Dobivena vrpca nije Möbiusova. 
S druge strane, ako se Möbiusova vrpca ne reže po sredini, već na razdaljini od jedne trećine svoje širine do ruba, rezultat sječenja bit će dvije vrpce: kraća, koja jest Möbiusova, i duža, koja sadrži dva puna obrta (i koja nije Möbiusova i koja bi se inače dobila rezanjem početne vrpce na dva dijela).[nedostaje izvor]
Uopćeno, prepolavljanjem trake koja ima 2n-1 poluobrta, dobiva se traka s 2n punih obrta. Presijecanjem trake koja ima 2n poluobrta, dobivaju se dvije iste takve vrpce, međusobno uvijene n puta. Na primjer, za n = 2, nakon rezanja će jedna vrpca biti dva puta omotana oko druge. Za n = 1 dobit će se dvije karike lanca.
Dodavanjem još obrta i spajanjem krajeva dobivaju se figure koje se nazivaju paradromski prsteni.

### Usmjerenost
Površina je usmjerena ako za proizvoljnu jednostavnu zatvorenu krivulju na toj površini i bilo koju točku na toj krivulji vrijedi sljedeće: normalni vektor u toj točki neprekidnim kretanjem duž krivulje vraća se u svoj početni položaj bez promjene smjera. 
Neusmjerenost Möbiusove vrpce može se dokazati i ako se ona predstavi poliedarski. Tada je tablica povezanosti tjemena, rub i plohe ovoga modela:
{\displaystyle T=\{0,1,2,3,4,5\}}
{\displaystyle I=\{03,32,21,10,24,45,53,40,15\}}
{\displaystyle p_{0}=\langle 0,3,2,1\rangle ,\ p_{1}=\langle 3,2,4,5\rangle ,\ p_{2}=\langle 4,0,1,5\rangle }
Tu T predstavlja skup tjemena, I skup rubova, a {\displaystyle p_{k}} su plohe.
Poliedarska površina je usmjerena ako se može uskladiti orijentacija susjednih plohi, odnosno, kada svake dvije susjedne plohe induciraju suprotnu orijentaciju zajedničkoga ruba.
Usmjerenja (orijentacije) Möbiusove vrpce ne mogu se uskladiti, što se može dokazati promatrajući najjednostavniji poliedarski model Möbiusove vrpce. Pritom se uočava kako su sve tri plohe susjedne. To znači da orijentacija svake plohe mora biti usklađena s ostalim dvjema. Ako se uskladi orijentacija {\displaystyle p_{1}} s {\displaystyle p_{0}}, dobiva se: {\displaystyle p_{1}=\langle 5,4,2,3\rangle }. Tada je {\displaystyle p_{2}} s {\displaystyle p_{1}} usklađeno, ali {\displaystyle p_{2}} s {\displaystyle p_{0}} nije. Promjenom orijentacije {\displaystyle p_{0}}, ona više neće biti usklađena s {\displaystyle p_{1}}. 

### Eulerova karakteristika
Formula za izračunavanje Eulerove karakteristike  poliedarske površine je sljedeća:
{\displaystyle \chi =T-I+P}
Tu je T broj tjemena, I broj rubova, a P broj ploha.[što s tim?]

## Geometrija i topologija
Jedan način za predstavljanje Möbiusove vrpce kao podskupa R3 je putem parametrizacije: 
{\displaystyle x(u,v)=\left(1+{\frac {v}{2}}\cos {\frac {u}{2}}\right)\cos u}
{\displaystyle y(u,v)=\left(1+{\frac {v}{2}}\cos {\frac {u}{2}}\right)\sin u}
{\displaystyle z(u,v)={\frac {v}{2}}\sin {\frac {u}{2}}}
Tu je {\displaystyle 0\leq u<2\pi }  i {\displaystyle -1\leq v\leq 1}. Ovo daje Möbiusovu vrpcu širine 1, čija središnja kružnica ima polumjer 1, leži u ravnini Oxy i središte joj je u koordinatnome početku. Parametar u kreće se duž vrpce, dok v ide od jednoga ruba do drugog. U cilindričnim koordinatama Möbiusova vrpca može se predstaviti pomoću jednadžbe {\displaystyle \log(r)\sin \left({\frac {1}{2}}\theta \right)=z\cos \left({\frac {1}{2}}\theta \right).}

### Topologija
Topološki, Möbiusova vrpca može se  odrediti kao kvadrat {\displaystyle [0,1]\times [0,1]} s identifikacijom {\displaystyle (x,0)~(1-x,1)} za {\displaystyle 0\leq x\leq 1}. Möbiusova vrpca na ovaj je način predstavljena kao površina s povezanom granicom. Neusmjerena je i uzima se kao savršen primjer topološke osobine neorijentabilnosti iz sljedećih razloga:
- Ne postoje neorijentabilne mnogostrukosti dimenzije manje od dva.
- Möbiusova vrpca je površina koja predstavlja topološki potprostor svake neorijentabilne površine, iz čega slijedi da je dana površina neorijentabilna ako i samo ako sadrži Möbiusovu vrpcu kao svoj potprostor.

### Računalna grafika
Često se koristi u računalnoj grafici ili softverskim paketima za modeliranje.
Na primjer, u programu 3D Studio Max, Möbiusova vrpca dobiva se iscrtavanjem kvadrata (plane) i primjenom modifikatora twist i bend za po 180º i 360º.

## Slični objekti
Möbiusova je vrpca usko povezana s Kleinovom bocom. Boca se može dobiti spajanjem dviju Möbiusovih vrpca po njihovim granicama. Međutim, ovo se u trodimenzijskome euklidskom prostoru ne može postići bez samopresjeka.
Još jedan sličan objekt je realna projekcijska ravnina koja se dobiva lijepljenjem Möbiusove vrpce i diska po njihovim rubovima. Također, ne može biti ostvarena u trodimenzijskome prostoru bez samopresjeka.
U teoriji grafova, Möbiusove ljestve su 3-regularan graf s 2n čvorova. Ovakvi grafovi nose ovo ime jer u sebi (osim u slučaju kada je broj čvorova šest, tj. n=3) sadrže točno n ciklusa dužine 4 čijim se spajanjem po zajedničkim rubovima dobiva Möbiusova vrpca.

## Primjena
Möbiusova vrpca, zbog svojih osobina, nalazi brojne primjene u raznim područjima. Koristi se u fizici i elektrotehnici. U elektrotehnici se uporabljuje u proizvodnji niskoomskih neinduktivnih otpornika, posebice u visokofrekvencijskim i impulsnim uređajima, sustava kondenzatora u visokofrekvencijskim sklopovima, mikrovalnih rezonatora i filtara. U tvornicama se koristi kao tekuća vrpca. Na taj način je svaki dio vrpce opterećen istom težinom, te je ona dugotrajnija. Ista ideja se primjenjivala i u industriji kaseta (kako bi se udvostručilo vrijeme trajanja snimki). Upotrebljava se i u proizvodnji pisača i pisaćih strojeva.
Möbiusov otpornik element je električnoga kruga koji ima svojstvo poništavanja vlastite indukcijske reaktante. Nikola Tesla je početkom dvadesetoga stoljeća patentirao sličnu tehnologiju, koju je namjeravao koristiti u svojemu sustavu za svjetski bežični prijenos energije.[nedostaje izvor]
Nadahnuće je za veliki broj umjetničkih djela. Nalazi se ispred ulaza u Muzej američke povijesti u Washingtonu. Nalazila se na brazilskoj poštanskoj markici 1967. godine, a na belgijskoj 1969. godine. Möbiusova vrpca usvojena je kao međunarodni znak za oporabu. Na logotipu je Googleovog Drivea. 

## Vanjske poveznice
- MathWorld : Moebius Strip (engl.)
- Moebius. cut-the-knot.org (engl.)